# William O'Farrell
Pour les articles homonymes, voir O'Farrell.
William O'Farrell, né en 1902 à Saint-Louis (Missouri) et mort en 1962, est un écrivain américain, auteur de romans et de nouvelles de littérature policière. Il écrit également sous le pseudonyme de William Grew.

## Biographie
Il travaille au Pittsburgh Post-Gazette en 1920, puis voyage deux ans en Europe et revient aux États-Unis pour terminer ses études à l'Université Cornell et à l'American Academy of Dramatic Arts.
Un temps acteur à Broadway, il écrit des nouvelles dans les pulps et dans d’autres magazines comme Collier's Weekly.
En 1942, alors qu’il sert dans la marine marchande pendant la Seconde Guerre mondiale, son premier roman Repeat Performance est publié.
Globe-trotter, il réside successivement en Californie, à La Nouvelle-Orléans, en Haïti, en Caroline du Sud et à New York, trouvant parfois en ces divers lieux une source d'inspiration.
Il écrit quinze romans, dont deux sous le pseudonyme de William Grew, et de nombreuses nouvelles. L'une d'elles, intitulée Au-delà de la nuit (Over There - Darkness), remporte l'Edgar de la meilleure nouvelle en 1959, et sera adaptée pour la télévision pour le Alfred Hitchcock présente, saison 4, épisode 16, avec Bette Davis dans le premier rôle. À partir de 1949, O'Farrell devient à l'occasion scénariste et rédige les dialogues de quelques épisodes de séries télévisées américaines, notamment pour  Suspense (1949-1954) et pour Perry Mason.
Il séjourne en France dans les années 1950, près de Bandol, rebaptisé Saint-Cyr dans le roman The Snakes of Saint-Cyr.
Michel Lebrun dans L'Année du polar 1985 décrit Repeat Performance, traduit en français sous le titre Les Carottes sont cuites, comme étant un « chef d‘œuvre du baroquisme, à la construction en abyme, l’équivalent « noir » d’Alice au pays des merveilles ».

## Œuvre

### Romans
- Repeat Performance (1942) Publié en français sous le titre Les carottes sont cuites, Paris, Gallimard, Série noire no 85, 1951 ; réédition, Paris, Gallimard, Carré noir no 168, 1974
- Brandy for a Hero (1948) Publié en français sous le titre Du tord-boyau pour les durs, Paris, Éditions du Scorpion, 1949
- The Ugly Woman (1948)
- Thin Edge of Violence (1949) Publié en français sous le titre Tu ne tueras point, Paris, Nicholson & Watson, coll. « La Tour de Londres » no 52, 1950 ; réédition, Paris, Éditions OPTA, coll. Littérature policière, 1978
- Causeway to the Past (1950)
- The Snakes of St Cyr ou Harpoon of Death (1951)
- These Arrows Point to Death (1951)
- Walk the Dark Bridge ou The Secret Fear (1952) Publié en français sous le titre Sois belle et tais-toi !, Paris, Gallimard, Série noire no 215, 1954
- Grow Young and Die (1952)
- The Devil His Due (1955) Publié en français sous le titre Au diable son dû, Paris, Presses de la Cité, Un Mystère no 244, 1956 ; réédition, Paris, Presses de la Cité, coll. Les Classiques du Roman Policier no 5, 1979 ; réédition dans Polars années cinquante, tome 2, Paris, Éditions Omnibus, 1999
- Wetback (1956) Publié en français sous le titre Pieds humides, Paris, Gallimard, Série noire no 364, 1957 ; réédition, Paris, Gallimard, Carré noir no 502, 1983
- Gypsy, Go Home (1961) Publié en français sous le titre Gypsy, go home !, Paris, Gallimard, Série noire no 747, 1962
- The Golden Key (1963)

### Romans signés Wiliam Grew
- Doubles in Death (1953) Publié en français et signé William O'Farrell sous le titre Caricature, traduit par Maurice-Bernard Endrèbe, Genève, Ditis, Détective-club Suisse no 100, 1952 ; réédition, Paris, Détective-club France no 71, 1953 ; réédition, Paris, Ditis, coll. La Choeutte no 156, 1959
- Murder Has Many Faces (1955)

### Nouvelles
- Smart Dog (1941)
- Wrong Turning (1942)
- Postscript (1942)
- Under Control (1943)
- Mark on a Leash (1944)
- Exhibit A Publié en français sous le titre Pièce à conviction, Paris, Opta, Mystère Magazine, no 108, janvier 1957 Publié en français sous le titre Pièce à conviction no 1, Paris, Fayard, Le Saint détective magazine, no 118, décembre 1964
- The High, Warm Place (1957) Publié en français sous le titre Le Refuge, Paris, Opta, Mystère Magazine, no 129, octobre 1958
- The Girl On the Beach (1958) Publié en français sous le titre La Petite Fille sur la plage, Paris, Opta, Mystère Magazine, no 127, août 1958
- It Never Happened (1958) Publié en français sous le titre Tueur de femmes, Paris, Opta, Choc Suspense, no 2, juillet 1967
- Over There - Darkness (1958) Publié en français sous le titre Au-delà, la nuit, Paris, Opta, Mystère Magazine, no 210, juillet 1965 ; réédition dans la même traduction sous le titre Au seuil de l'ombre, dans Histoires sidérantes, Paris, Presses-Pocket no 1821, 1980
- Hi, Killer (1959)
- One Hour Late (1959)
- Long Drop (1959)
- In a Tranquil House (1959) Publié en français sous le titre Une maison tranquille, Paris, Opta, Alfred Hitchcock Magazine, no 2, juin 1961 ; rééditions dans Histoires noires, Paris, LGF, Le Livre de poche no 6588, 1989 Publié en français dans une autre traduction sous le titre Une maison si tranquille, Paris, Fayard, Le Saint détective magazine, no 132, février 1966
- The Girl in White (1959)
- Lady of the Old School (1960) Publié en français sous le titre Le Ciment de l'inimitié, Paris, Opta, Mystère Magazine, no 167, décembre 1961
- Death and the Blue Rose (1960)
- The Hood Is a Bonnet ou Whit Blue Ribbons on It (1961) Publié en français sous le titre Le capot est une capote, Paris, Fayard, Le Saint détective magazine, no 78, août 1961 Publié en français dans une autre traduction sous le titre Avec des rubans bleus..., Paris, Opta, L'Anthologie du Mystère, no 10, mars 1967
- Death Among the Geraniums (1962) Publié en français sous le titre La mort rôde, Paris, Fayard, Le Saint détective magazine, no 88, juin 1962
- A Plague of Pigeons (1962) Publié en français sous le titre Les Pigeons, Paris, Fayard, Le Saint détective magazine, no 92, octobre 1962
- A Paper for Mr. Wurley (1963) Publié en français sous le titre Une dissertation hors série, Paris, Opta, Mystère Magazine, no 190, novembre 1963
- Philosophy and the Dutchman (1964) Publié en français sous le titre Le Hollandais philosophe, Paris, Fayard, Le Saint détective magazine, no 122, avril 1965

## Filmographie
- Repeat Performance, adaptation du roman éponyme, réalisé par Alfred L. Werker en 1947 avec Joan Leslie et Louis Hayward
- The Thin Edge of Violence, adaptation du roman éponyme, épisode 11 de la saison 2 de la série télévisée Suspense
- Over There Darkness, adaptation de la nouvelle éponyme, épisode 16 de la saison 4 de la série télévisée Alfred Hitchcock présente, réalisé par Paul Henreid en 1959 avec Bette Davis
- The Kind Waitress, adaptation d’un roman d’Henry Slesar, épisode 25 de la même série
- The Case of the Wayward Wife, scénario d’un épisode de la série télévisée Perry Mason d’après Erle Stanley Gardner, réalisé par Walter Grauman en 1960
- Dernier Été à Tanger, d’après The Devil His Due, réalisé par Alexandre Arcady en 1987
- Ascenseur pour le passé, film TV, adaptation de Repeat Performance, réalisé par Larry Elikann en 1989

## Sources
- Claude Mesplède (dir.), Dictionnaire des littératures policières, vol. 2 : J - Z, Nantes, Joseph K, coll. « Temps noir », 2007, 1086 p. (ISBN 978-2-910686-45-1, OCLC 315873361), p. 448-449.
- Claude Mesplède, Les années "Série noire" : bibliographie critique d'une collection policière, vol. 1 : 1945-1959, Amiens, Editions Encrage, coll. « Travaux » (no 13), 1992 (ISBN 978-2-906389-34-2).
- Claude Mesplède, Les années "Série noire" : bibliographie critique d'une collection policière, vol. 2 : 1959-1966, Amiens, Editions Encrage, coll. « Travaux » (no 17), 1993, 4 p. (ISBN 978-2-906389-43-4).
- Claude Mesplède et Jean-Jacques Schleret, SN, voyage au bout de la Noire : inventaire de 732 auteurs et de leurs œuvres publiés en séries Noire et Blème : suivi d'une filmographie complète, Paris, Futuropolis, 1982, 476 p. (OCLC 11972030), p. 285-286.
- Jacques Baudou et Jean-Jacques Schleret, Les Métamorphoses de la chouette : Détective-club, Paris, Futuropolis, 1986, 191 p. (ISBN 978-2-7376-5488-6), p. 110-11.